# División Oeste de la Liga Nacional
La División Oeste de la Liga Nacional (National League Western Division), es una de las seis divisiones de Major League Baseball. Fue creada en 1969 cuando la Liga Nacional se expande de ocho a doce equipos.

## Miembros

### Miembros actuales
- Arizona Diamondbacks - Se une en 1998 como equipo de expansión.
- Colorado Rockies - Se une en 1993 como equipo de expansión.
- Los Angeles Dodgers - Miembro fundador
- San Diego Padres - Miembro fundador
- San Francisco Giants - Miembro fundador

### Miembros antiguos
- Atlanta Braves - Miembro fundador; actualmente en la NL Este.
- Cincinnati Reds - Miembro fundador; actualmente en la NL Central.
- Houston Astros - Miembro fundador; estuvo en la NL Central de 1994 a 2012, actualmente en la AL Oeste.

### Alineación de la división
| Periodo de tiempo | Alineación | Cambios |
| ----------------- | --- | --- |
| 1969-1992         | Atlanta Braves, Cincinnati Reds, Houston Astros, Los Angeles Dodgers, San Diego Padres, San Francisco Giants                   | Se crea la división por la expansión de 1969.                                                                                          |
| 1993              | Atlanta Braves, Cincinnati Reds, Colorado Rockies, Houston Astros, Los Angeles Dodgers, San Diego Padres, San Francisco Giants | Colorado se une en la expansión de 1993.                                                                                               |
| 1994-1997         | Colorado Rockies, Los Angeles Dodgers, San Diego Padres, San Francisco Giants                                                  | Por el realineamiento de 1994, Atlanta se muda a la División Este, Cincinnati y Houston se mundan a la recién creada División Central. |
| 1998-presente     | Arizona Diamondbacks, Colorado Rockies, Los Angeles Dodgers, San Diego Padres, San Francisco Giants                            | Arizona se une en la expansión de 1998.                                                                                                |

## Campeones divisionales
| Temp. | Equipo                                     | Récord                                     | %                                          | Resultado en los playoffs                  |
| ----- | ------------------------------------------ | ------------------------------------------ | ------------------------------------------ | ------------------------------------------ |
| 1969  | Atlanta Braves                             | 93–69                                      | .574                                       | Perdió el Campeonato de la NL              |
| 1970  | Cincinnati Reds                            | 102–60                                     | .630                                       | Perdió la Serie Mundial                    |
| 1971  | San Francisco Giants                       | 90–72                                      | .556                                       | Perdió el Campeonato de la NL              |
| 1972  | Cincinnati Reds                            | 95–59                                      | .617                                       | Perdió la Serie Mundial                    |
| 1973  | Cincinnati Reds                            | 99–63                                      | .611                                       | Perdió el Campeonato de la NL              |
| 1974  | Los Angeles Dodgers                        | 102–60                                     | .630                                       | Perdió la Serie Mundial                    |
| 1975  | Cincinnati Reds                            | 108–54                                     | .667                                       | Ganó la Serie Mundial                      |
| 1976  | Cincinnati Reds                            | 102–60                                     | .630                                       | Ganó la Serie Mundial                      |
| 1977  | Los Angeles Dodgers                        | 98–64                                      | .605                                       | Perdió la Serie Mundial                    |
| 1978  | Los Angeles Dodgers                        | 95–67                                      | .586                                       | Perdió la Serie Mundial                    |
| 1979  | Cincinnati Reds                            | 90–71                                      | .559                                       | Perdió el Campeonato de la NL              |
| 1980  | Houston Astros                             | 93–70                                      | .571                                       | Perdió el Campeonato de la NL              |
| 1981  | Los Angeles Dodgers                        | 63–47                                      | .573                                       | Ganó la Serie Mundial                      |
| 1982  | Atlanta Braves                             | 89–73                                      | .549                                       | Perdió el Campeonato de la NL              |
| 1983  | Los Angeles Dodgers                        | 91–71                                      | .562                                       | Perdió el Campeonato de la NL              |
| 1984  | San Diego Padres                           | 92–70                                      | .568                                       | Perdió la Serie Mundial                    |
| 1985  | Los Angeles Dodgers                        | 95–67                                      | .586                                       | Perdió el Campeonato de la NL              |
| 1986  | Houston Astros                             | 96–66                                      | .593                                       | Perdió el Campeonato de la NL              |
| 1987  | San Francisco Giants                       | 90–72                                      | .556                                       | Perdió el Campeonato de la NL              |
| 1988  | Los Angeles Dodgers                        | 94–67                                      | .584                                       | Ganó la Serie Mundial                      |
| 1989  | San Francisco Giants                       | 92–70                                      | .568                                       | Perdió la Serie Mundial                    |
| 1990  | Cincinnati Reds                            | 91–71                                      | .562                                       | Ganó la Serie Mundial                      |
| 1991  | Atlanta Braves                             | 94–68                                      | .580                                       | Perdió la Serie Mundial                    |
| 1992  | Atlanta Braves                             | 98–64                                      | .605                                       | Perdió la Serie Mundial                    |
| 1993  | Atlanta Braves                             | 104–58                                     | .642                                       | Perdió el Campeonato de la NL              |
| 1994  | Suspendida debido a la huelga de jugadores | Suspendida debido a la huelga de jugadores | Suspendida debido a la huelga de jugadores | Suspendida debido a la huelga de jugadores |
| 1995  | Los Angeles Dodgers                        | 78–66                                      | .542                                       | Perdió la Serie Divisional                 |
| 1996  | San Diego Padres                           | 91–71                                      | .562                                       | Perdió la Serie Divisional                 |
| 1997  | San Francisco Giants                       | 90–72                                      | .556                                       | Perdió la Serie Divisional                 |
| 1998  | San Diego Padres                           | 98–64                                      | .605                                       | Perdió la Serie Mundial                    |
| 1999  | Arizona Diamondbacks                       | 100–62                                     | .617                                       | Perdió la Serie Divisional                 |
| 2000  | San Francisco Giants                       | 97–65                                      | .599                                       | Perdió la Serie Divisional                 |
| 2001  | Arizona Diamondbacks                       | 92–70                                      | .568                                       | Ganó la Serie Mundial                      |

| Temp. | Equipo               | Récord     | %          | Resultado en los playoffs     |
| ----- | -------------------- | ---------- | ---------- | ----------------------------- |
| 2002  | Arizona Diamondbacks | 98–64      | .605       | Perdió la Serie Divisional    |
| 2003  | San Francisco Giants | 100–61     | .621       | Perdió la Serie Divisional    |
| 2004  | Los Angeles Dodgers  | 93–69      | .574       | Perdió la Serie Divisional    |
| 2005  | San Diego Padres     | 82–80      | .506       | Perdió la Serie Divisional    |
| 2006  | San Diego Padres     | 88–74      | .543       | Perdió la Serie Divisional    |
| 2007  | Arizona Diamondbacks | 90–72      | .556       | Perdió el Campeonato de la NL |
| 2008  | Los Angeles Dodgers  | 84–78      | .519       | Perdió el Campeonato de la NL |
| 2009  | Los Angeles Dodgers  | 95–67      | .586       | Perdió el Campeonato de la NL |
| 2010  | San Francisco Giants | 92–70      | .568       | Ganó la Serie Mundial         |
| 2011  | Arizona Diamondbacks | 94–68      | .580       | Perdió la Serie Divisional    |
| 2012  | San Francisco Giants | 94–68      | .580       | Ganó la Serie Mundial         |
| 2013  | Los Angeles Dodgers  | 92–70      | .568       | Perdió el Campeonato de la NL |
| 2014  | Los Angeles Dodgers  | 94–68      | .580       | Perdió la Serie Divisional    |
| 2015  | Los Angeles Dodgers  | 92–70      | .568       | Perdió la Serie Divisional    |
| 2016  | Los Angeles Dodgers  | 91–71      | .562       | Perdió el Campeonato de la NL |
| 2017  | Los Angeles Dodgers  | 104–58     | .642       | Perdió la Serie Mundial       |
| 2018  | Los Angeles Dodgers  | 92–71      | .564       | Perdió la Serie Mundial       |
| 2019  | Los Angeles Dodgers  | 106–56     | .654       | Perdió la Serie Divisional    |
| 2020  | Los Angeles Dodgers  | 43-17      | .716       | Ganó la Serie Mundial         |
| 2021  | San Francisco Giants | 107-55     | .660       | Perdió la Serie Divisional    |
| 2022  | Los Angeles Dodgers  | 111-51     | .685       | Perdió la Serie Divisional    |
| 2023  | Los Angeles Dodgers  | 100-62     | .617       | Perdió la Serie Divisional    |
| 2024  | Los Angeles Dodgers  | 98-64      | .605       | Ganó la Serie Mundial         |
| 2025  | En disputa           | En disputa | En disputa | En disputa                    |

## Clasificados a los playoffs vía Comodín
- Desde la temporada 1994 hasta la 2011 se incorporó la ronda divisional que clasificó a un equipo a la Ronda divisional, desde 2012 se creó la ronda comodín que clasifica a tres equipos a la mencionada ronda.

| Temp. | Equipo                                | Récord      | %         | Resultado en los playoffs                          |
| ----- | ------------------------------------- | ----------- | --------- | -------------------------------------------------- |
| 1995  | Colorado Rockies                      | 77–67       | .535      | Perdió la Serie divisional                         |
| 1996  | Los Angeles Dodgers                   | 90–72       | .556      | Perdió la Serie divisional                         |
| 2002  | San Francisco Giants                  | 95–66       | .590      | Perdió la Serie Mundial                            |
| 2006  | Los Angeles Dodgers                   | 88–74       | .543      | Perdió la Serie divisional                         |
| 2007  | Colorado Rockies                      | 90–73       | .552      | Perdió la Serie Mundial                            |
| 2009  | Colorado Rockies                      | 92–70       | .568      | Perdió la Serie divisional                         |
| 2014  | San Francisco Giants                  | 95–66       | .590      | Ganó la Serie Mundial                              |
| 2016  | San Francisco Giants                  | 87–75       | .537      | Perdió la Serie divisional                         |
| 2017  | Arizona Diamondbacks Colorado Rockies | 93–69 87–75 | .574 .537 | Perdió la Serie divisional Perdió la Ronda comodín |
| 2018  | Colorado Rockies                      | 91–72       | .558      | Perdió la Serie divisional                         |

| Temp. | Equipo               | Récord | %    | Resultado en los playoffs              |
| ----- | -------------------- | ------ | ---- | -------------------------------------- |
| 2020  | San Diego Padres     | 37–23  | .617 | Perdió la Serie divisional             |
| 2021  | Los Angeles Dodgers  | 106–56 | .654 | Perdió la Serie de Campeonato de la NL |
| 2022  | San Diego Padres     | 89–73  | .549 | Perdió la Serie de Campeonato de la NL |
| 2023  | Arizona Diamondbacks | 84–78  | .519 | Perdió la Serie Mundial                |
| 2024  | San Diego Padres     | 93–69  | .574 | Perdió la Serie divisional             |

## Títulos divisionales por equipo
| Equipo               | Títulos | Wildcard | Años |
| -------------------- | ------- | -------- | --- |
| Los Angeles Dodgers  | 22      | 3        | 1974, 1977, 1978, 1981, 1983, 1985, 1988, 1995, 2004, 2008, 2009, 2013, 2014, 2015, 2016, 2017, 2018, 2019, 2020, 2022, 2023, 2024. |
| San Francisco Giants | 9       | 3        | 1971, 1987, 1989, 1997, 2000, 2003, 2010, 2012, 2021.                                                                               |
| San Diego Padres     | 5       | 3        | 1984, 1996, 1998, 2005, 2006. |
| Arizona Diamondbacks | 5       | 2        | 1999, 2001, 2002, 2007, 2011. |
| Colorado Rockies     | 0       | 5        | ---- |
| Cincinnati Reds*     | 7       | -        | 1970, 1972, 1973, 1975, 1976, 1979, 1990.                                                                                           |
| Atlanta Braves*      | 5       | -        | 1969, 1982, 1991, 1992, 1993. |
| Houston Astros**     | 2       | -        | 1980, 1986. |

* - Dejaron la división en 1993

** - Dejó la división y la Liga Nacional en 2013